# Leiningenové
Leiningenové jsou rozvětvený německý hraběcí a knížecí rod.   

## Historie rodu
Poprvé je písemně doložen Emichem (Emerichem), hrabětem z Leiningenu, k roku 1128. Rod pochází z hradu původně zvaného Leiningen na severovýchodě Falckého lesa, vybudovaného ve 12. století; po výstavbě sesterského hradu o pět kilometrů dále se původní sídlo nazývá Altleiningen (Starý Leiningen), zatímco mladší hrad, dnes již zřícenina, nese jméno Neuleiningen (Nový Leiningen). Původní Leiningenové vymřeli kolem roku 1212 po meči a jméno i majetek zdědil synovec posledního hraběte  Friedrich II. z Leiningenu, pocházející z rodu hrabat ze Saarbrückenu.   
Roku 1317 se rod dále rozdělil na linie starší Leiningen-Dagsburg a mladší Leiningen-Hardenburg. První uvedená vymřela roku 1467 po meči a většinu majetku zdědili spříznění Westerburgové, jejichž rod se od té doby nazývá Leiningen-Westerburg. Původní linie Leiningen-Hardenburgů ovšem zdědila rodový hrad Dagsburg a nazývá se nadále Leiningen-Dagsburg, i když na původní linii Dagsburgů nenavazuje. Od té doby se rod dále dělil na řadu dalších linií, z nichž ovšem většina již vymřela. 
Císařský komorník a generál Carl Friedrich Wilhelm von Leiningen-Dagsburg-Hardenburg získal roku 1779 titul knížete.  